# Jerzy Bok
Jerzy Bok (zm. 1482 lub 1483) – 21-krotny burmistrz Poznania (kadencje były wówczas roczne), polski kupiec i bankier.
Był jednym z zamożniejszych kupców poznańskich swojego czasu. Zajmował się pożyczaniem pieniędzy zarówno szlachcie, jak i innym mieszczanom. Zadłużona u niego była m.in. gdańska rada miejska, jak i król Kazimierz Jagiellończyk, którego długi procentowały Bokowi rentą gruntową z trzymanych w zastawie królewskich ziem w rejonie Pyzdr. 
Oprócz działalności bankowej zajmował się handlem, w tym dalekosiężnym. Miał kontakty handlowe z kupcami z takich miast jak: Lublin, Gdańsk, Lwów, Norymberga i Ulm. Włączył się też w handel detaliczny i usługi, mając: kram z suknem na Rynku w Poznaniu, młyn na Świętym Wojciechu, łaźnię przy ulicy Woźnej, folwark na Winiarach oraz przywilej propinacyjny na Rynku (zezwolenie królewskie).
Nie żył na pewno przed 17 września 1484.